# Хаунаксові
Хаунаксові (Chaunacidae) — родина глибоководних вудильникоподібних риб. Містить 16 видів.

## Поширення
Хаунаксові поширені на континентальних схилах в Атлантичному, Індійському і Тихому океанах. Живуть на глибині понад 2460 м.

## Опис
Риби завдовжки до 30 см. Тіло кулясте з коротким стиснутим заокругленим хвостовим плавцем. Можуть набирати у черево велику кількість води, збільшуючи об'єм тіла на 30 %. Перший промінь спинного плавця модифікований у коротку біолюмінесцентну приманку, яка звисає над ротом. Світяться також сенсорні канали бічних ліній. Черевні плавці модифіковані і схожі на ніжки, якими риба пересувається по дні.

## Види
- Рід Chaunacops Garman, 1899
  - Chaunacops coloratus (Garman, 1899)
  - Chaunacops melanostomus (Caruso, 1989)
  - Chaunacops roseus (Barbour, 1941)
- Рід Chaunax Lowe, 1846
  - Chaunax abei Le Danois, 1978
  - Chaunax breviradius Le Danois, 1978
  - Chaunax endeavouri Whitley, 1929
  - Chaunax fimbriatus Hilgendorf, 1879
  - Chaunax flammeus Le Danois, 1979
  - Chaunax latipunctatus Le Danois, 1984
  - Chaunax nudiventer Ho & Shao, 2010
  - Chaunax penicillatus McCulloch, 1915
  - Chaunax pictus Lowe, 1846
  - Chaunax stigmaeus Fowler, 1946
  - Chaunax suttkusi Caruso, 1989
  - Chaunax tosaensis Okamura & Oryuu, 1984
  - Chaunax umbrinus Gilbert, 1905